# Primera División Regional Aficionados de Castilla y León 2018-19
La temporada 2018-19 de la Primera División Regional Aficionados de Castilla y León de fútbol corresponde a la trigésimo tercera edición de la competición y la vigésima con su actual denominación. La competición arrancó el 8 de septiembre de 2018 y finalizó el 25 de mayo de 2019.

## Sistema de competición
Participaron treinta y seis clubes repartidos en dos grupos de 18 equipos cada uno y distribuidos siguiendo criterios geográficos. Se enfrentaron todos contra todos en dos ocasiones -una en campo propio y otra en campo contrario- durante un total de 34 jornadas. El orden de los encuentros se decidió por sorteo antes de empezar la competición. La Federación de Fútbol de Castilla y León fue la responsable de designar las fechas de los partidos y los árbitros de cada encuentro, reservando al equipo local la potestad de fijar el horario exacto de cada encuentro.
La clasificación final se estableció con arreglo a los puntos obtenidos en cada enfrentamiento a razón de tres por partido ganado, uno por empatado y ninguno en caso de derrota. Si al finalizar el campeonato dos equipos obtenían la misma puntuación, los mecanismos para desempatar la clasificación serían los siguientes:
1. El equipo que hubiese marcado más goles al otro en los enfrentamientos entre ambos.
2. Si persistiera el empate, se tendría en cuenta la diferencia de goles a favor y en contra en todos los encuentros del campeonato, prevaleciendo la diferencia más positiva.
3. De persistir aun así el empate, se tendría en cuenta el número de goles marcados en todo el campeonato, prevaleciendo la mayor cantidad.

Si el empate a puntos se producía entre tres o más clubes, los sucesivos mecanismos de desempate serían los siguientes:
1. La mejor puntuación de la que a cada uno correspondiera a tenor de los resultados de los partidos jugados entre sí por los clubes implicados.
2. La mayor diferencia de goles a favor y en contra, considerando únicamente los partidos jugados entre sí por los clubes implicados.
3. La mayor diferencia de goles a favor y en contra teniendo en cuenta todos los encuentros del campeonato.
4. El mayor número de goles a favor teniendo en cuenta todos los encuentros del campeonato.

Una vez finalizada la fase regular de la competición, el primer clasificado de cada grupo ascendió directamente a la Tercera División, así como el segundo de grupo con mejor puntuación (o con mejor promedio de puntos por partido, en caso de que los dos segundos hubieran disputado un número distinto de partidos).
Como novedad, como parte de la ampliación de participantes de la Copa del Rey al ámbito regional se concedió a esta competición una plaza para disputar torneo del K.O., asignada de entrada al mejor primero de grupo, o en su defecto, al mejor equipo no filial de la competición (siguiendo como criterios de preferencia y por este orden la posición y el promedio de puntos por partido).
El sistema de competición y las consecuencias clasificatorias fueron aprobadas por la FCyLF.

## Ascensos y descensos
Los equipos que mantuvieron la categoría en la anterior temporada participaron en esta, junto a dos de los tres equipos descendidos de la Tercera División y los equipos ascendidos de la Primera División Provincial.
El Real Burgos C.F., inicialmente descendido a esta categoría presentó recursos en varios juzgados solicitando la anulación de su descenso, siendo admitida cautelarmente, aunque no de forma inmediata, por lo que fue readmitido en la Tercera División a la temporada siguiente mientras que pasó esta sin competir. Por su parte, el C.D. Palencia Balompié, que en principio recibió un descenso administrativo fue readmitido para competir desde el mes de enero de 2019 y con la obligación de jugar dos partidos por semana para recuperar las fechas ya disputadas, siendo descalificado por no comparecer en sus dos primeros encuentros. Por otra parte, el C.D.R. Atlético Palencia 1929, inicialmente descendido deportivamente recuperó la categoría por el descenso administrativo anteriormente mencionado del C.D. Palencia Balompié. También hay que destacar que el número inicialmente previsto de 9 ascensos a la categoría se amplió a 10 por el ascenso de la U.D. Santa Marta a la Tercera División como consecuencia de la vacante producida en dicha categoría, lo que proporcionó una plaza de ascenso extra para el grupo salmantino de la Primera División Provincial, circunstancia de la que se benefició el C.F. Salmantino UDS "B" como segundo clasificado de dicho grupo.
| Pos.          | Ascendidos a Tercera División |
| ------------- | ----------------------------- |
| 1.º (Grupo A) | Briviesca C.F.                |
| 1.º (Grupo B) | Júpiter Leonés                |
| 2.º (Grupo A) | C.D. La Granja                |
| 2.º (Grupo A) | U.D. Santa Marta              |

| Pos. | Descendidos de Tercera División |
| ---- | ------------------------------- |
| 18.º | Real Burgos C.F.                |
| 19.º | C.D. Becerril                   |
| 20.º | C.D. San José                   |

| Pos.                   | Ascendidos de Primera División Provincial |
| ---------------------- | ----------------------------------------- |
| 2.º (Grupo Ávila)      | C.D. Bosco de Arévalo                     |
| 1.º (Grupo Burgos)     | Arandina C.F. "B"                         |
| 1.º (Grupo León)       | C.D. Toralense                            |
| 3.º (Grupo Palencia)   | C.F. Venta de Baños                       |
| 1.º (Grupo Salamanca)  | C.D. Ribert                               |
| 2.º (Grupo Salamanca)  | C.F. Salmantino UDS "B"                   |
| 2.º (Grupo Segovia)    | C.D. Cuéllar Balompié                     |
| 1.º (Grupo Soria)      | C.D. Calasanz                             |
| 2.º (Grupo Valladolid) | C.D. Navarrés                             |
| 1.º (Grupo Zamora)     | Club Deportivo Benavente                  |

| Pos.           | Descendidos a Primera División Provincial |
| -------------- | ----------------------------------------- |
| 14.º (Grupo A) | C.D. Universidad de Burgos                |
| 15.º (Grupo A) | C.D. Raudense                             |
| 16.º (Grupo A) | C.D.F. Carejas Paredes                    |
| 16.º (Grupo B) | C.D. Carbajosa de la Sagrada              |
| 17.º (Grupo A) | Norma San Leonardo C.F.                   |
| 17.º (Grupo B) | U.D. Toresana                             |
| 18.º (Grupo A) | C.P. Salas                                |
| 18.º (Grupo B) | Zamora C.F. "B"                           |

1. ↑  El Real Burgos C.F.recurrió el descenso en los juzgados, consiguiendo la anulación del mismo y su reincorporación a Tercera División para la temporada 2019-20, por lo que no compitió en esta edición.
2. ↑  Tras el final de temporada el C.F. Salmantino UDS "B" cambió su nombre por Salamanca C.F. UDS "B".

## Participantes

### Información sobre los equipos participantes

#### Grupo A
| Equipo                        | Localidad                                   | Estadio                   |
| ----------------------------- | ------------------------------------------- | ------------------------- |
| Arandina C.F. "B"             | Aranda de Duero                             | C.M. El Montecillo 1      |
| C.D.R. Atlético Palencia 1929 | Palencia                                    | El Otero                  |
| C.D. Becerril                 | Becerril de Campos                          | Mariano Haro              |
| C.D. Bosco de Arévalo         | Arévalo                                     | Municipal de Arévalo      |
| C.D. Calasanz                 | Soria                                       | José Andrés Diago 2       |
| C.D. Castilla Palencia        | Palencia                                    | Campos del C.I. Amistad 1 |
| C.D. Colegios Diocesanos UCAV | Ávila                                       | Sancti Spiritu A          |
| C.D. Cuéllar Balompié         | Cuéllar                                     | Santa Clara Cuéllar       |
| C.D. El Espinar-San Rafael    | El Espinar                                  | C.M. Los Llanos           |
| C.D. Mirandés "B"             | Miranda de Ebro                             | C.M. Ence 1               |
| C.D. Palencia Balompié        | Palencia                                    | El Otero                  |
| Racing Lermeño C.F.           | Lerma                                       | El Arlanza                |
| C.D. San José                 | Soria                                       | San Juan                  |
| C. D. Tardelcuende            | Tardelcuende                                | Polideportivo Abel Antón  |
| Unami C.P.                    | Segovia                                     | La Albuera                |
| C.F. Venta de Baños           | Venta de Baños                              | Amador Alonso             |
| C.D. Villamuriel              | Villamuriel de Cerrato                      | Rafael Vázquez Sedano     |
| Villarcayo Nela C.F.          | Villarcayo de Merindad de Castilla la Vieja | El Soto                   |

#### Grupo B
| Equipo                         | Localidad               | Estadio                                        |
| ------------------------------ | ----------------------- | ---------------------------------------------- |
| Béjar Industrial               | Béjar                   | Mario Emilio                                   |
| C.D. Benavente                 | Benavente               | Luciano Rubio                                  |
| Betis C.F.                     | Valladolid              | Nemesio Gómez "Peque"                          |
| Ciudad Rodrigo C.F.            | Ciudad Rodrigo          | Francisco Mateos                               |
| C.D. Ejido                     | León                    | C.D. La Granja                                 |
| C.D. Hergar Camelot Helmántica | Salamanca               | Ángel Pérez Huerta 2                           |
| La Cistérniga C.F.             | La Cistérniga           | Municipal La Cistérniga 1                      |
| C.D. Mojados                   | Mojados                 | Municipal Mojados                              |
| C.D. Navarrés                  | Nava del Rey            | C.M. Nava del Rey                              |
| C.D. Onzonilla                 | Onzonilla               | La Vega 1                                      |
| C.D. Peñaranda                 | Peñaranda de Bracamonte | Luis García García                             |
| S.D. Ponferradina "B"          | Ponferrada              | Compostilla Vicente del Bosque                 |
| C.D. Ribert                    | Salamanca               | Anexos Estadio Helmántico - Pistas Municipales |
| Salamanca C.F. UDS "B"         | Salamanca               | Anexos Estadio Helmántico - Pistas Municipales |
| C.D. Toralense                 | Toral de los Vados      | C.M. La Mata                                   |
| C.D. Universidad de Valladolid | Valladolid              | Parque de Canterac                             |
| C.D. Villa de Simancas         | Simancas                | Los Pinos                                      |
| C.D. Villaralbo                | Villaralbo              | Los Barreros                                   |

| Bosco de Arévalo Colegios Diocesanos UCAV Arandina "B" Mirandés "B" Racing Lermeño Villarcayo Nela Ejido Onzonilla Ponferradina "B" Toralense Atlético Palencia 1929 Becerril Castilla Palencia Palencia Balompié Venta de Baños Villamuriel Béjar Industrial Ciudad Rodrigo Hergar Camelot Helmántica Peñaranda Ribert Salamanca UDS "B" Cuéllar Balompié El Espinar-San Rafael Unami Calasanz San José Tardelcuende Betis C.F. La Cistérniga Mojados Navarrés Universidad de Valladolid Villa de Simancas Benavente Villaralbo |

### Equipos por Provincia
| N.º | Provincia  | Equipos | Grupo |
| --- | ---------- | --- | ----- |
| 2   | Ávila      | C.D. Bosco de Arévalo y C.D. Colegios Diocesanos UCAV                                                                                | A     |
| 4   | Burgos     | Arandina C.F. "B", C.D. Mirandés "B", Racing Lermeño C.F. y Villarcayo Nela C.F.                                                     | A     |
| 6   | Palencia   | C.D.R. Atlético Palencia 1929, C.D. Becerril, C.D. Castilla Palencia, C.D. Palencia Balompié, C.F. Venta de Baños y C.D. Villamuriel | A     |
| 3   | Segovia    | C.D. Cuéllar Balompié, C.D. El Espinar-San Rafael y Unami C.P.                                                                       | A     |
| 3   | Soria      | C.D. Calasanz de Soria, C.D. San José de Soria y C.D. Tardelcuende                                                                   | A     |
| 4   | León       | C.D. Ejido, C.D. Onzonilla, S.D. Ponferradina "B" y C.D. Toralense                                                                   | B     |
| 6   | Salamanca  | Béjar Industrial, Ciudad Rodrigo C.F., C.D. Hergar Camelot Helmántica, C.D. Peñaranda, C.D. Ribert y Salamanca C.F. UDS "B"          | B     |
| 6   | Valladolid | C.D. Betis C.F., C.D. La Cistérniga, C.D. Mojados, C.D. Navarrés, C.D. Universidad de Valladolid y C.D. Villa de Simancas            | B     |
| 2   | Zamora     | C.D. Benavente y C.D. Villaralbo | B     |

## Fase regular

### Grupo A

#### Clasificación
| Pos. | Equipo                         | Pts. | PJ | G  | E  | P  | GF | GC  | Dif. |                                           |
| ---- | ------------------------------ | ---- | -- | -- | -- | -- | -- | --- | ---- | ----------------------------------------- |
| 1    | C.D. Becerril (A, C, X)        | 73   | 32 | 22 | 7  | 3  | 65 | 14  | +51  | Ascenso a Tercera División y Copa del Rey |
| 2    | C.D. Mirandés "B" (A)          | 72   | 32 | 23 | 3  | 6  | 71 | 26  | +45  | Ascenso a Tercera División                |
| 3    | C.D. Colegios Diocesanos       | 70   | 32 | 22 | 4  | 6  | 98 | 25  | +73  |                                           |
| 4    | Villarcayo Nela C.F.           | 60   | 32 | 19 | 3  | 10 | 44 | 38  | +6   |                                           |
| 5    | Unami C.P.                     | 60   | 32 | 17 | 9  | 6  | 72 | 34  | +38  |                                           |
| 6    | C.D. Castilla Palencia         | 56   | 32 | 17 | 5  | 10 | 79 | 49  | +30  |                                           |
| 7    | C.D. Villamuriel               | 53   | 32 | 16 | 5  | 11 | 45 | 38  | +7   |                                           |
| 8    | C.D. San José                  | 49   | 32 | 13 | 10 | 9  | 39 | 25  | +14  |                                           |
| 9    | Racing Lermeño C.F.            | 41   | 32 | 11 | 8  | 13 | 44 | 42  | +2   |                                           |
| 10   | C.D. Tardelcuende              | 41   | 32 | 12 | 5  | 15 | 54 | 58  | −4   |                                           |
| 11   | C.D. Calasanz                  | 35   | 32 | 9  | 8  | 15 | 47 | 73  | −26  |                                           |
| 12   | C.D.R. Atlético Palencia 1929  | 33   | 32 | 10 | 3  | 19 | 39 | 50  | −11  |                                           |
| 13   | C.D. Cuéllar Balompié (D)      | 33   | 32 | 9  | 6  | 17 | 49 | 70  | −21  | Descenso a Primera División Provincial    |
| 14   | C.F. Venta de Baños (D)        | 28   | 32 | 7  | 7  | 18 | 37 | 68  | −31  | Descenso a Primera División Provincial    |
| 15   | C.D. El Espinar-San Rafael (D) | 26   | 32 | 7  | 5  | 20 | 37 | 89  | −52  | Descenso a Primera División Provincial    |
| 16   | Arandina C.F. "B" (D)          | 25   | 32 | 7  | 4  | 21 | 32 | 63  | −31  | Descenso a Primera División Provincial    |
| 17   | C.D. Bosco de Arévalo (D)      | 12   | 32 | 2  | 6  | 24 | 20 | 110 | −90  | Descenso a Primera División Provincial    |
| 18   | C.D. Palencia Balompié (D, Z)  | 0    | 0  | 0  | 0  | 0  | 0  | 0   | 0    | Descenso a Primera División Provincial    |

Actualizado a los partidos jugados el 25 de mayo de 2019.
 Fuente: Resultados Fútbol
Criterios de clasificación: Puntos · Enfrentamientos directos · Diferencia de goles · Goles a favor.
Notas:
1. ↑  C.D. Becerril se clasificó para la Copa del Rey como el primero de grupo con mejor promedio de puntos por partido.
2. ↑  C.D. Mirandés "B" ascendió a Tercera División de España como el segundo de grupo con mejor promedio de puntos por partido.
3. ↑  Plaza de descenso establecida por el descenso desde la Tercera División del C.F. Briviesca y revocada por el ascenso a Tercera División del C.D. Mirandés "B".
4. ↑  Plaza de descenso establecida por el descenso desde la Tercera División de la CyD Cebrereña.
5. ↑  Plaza de descenso establecida por el descenso desde la Tercera División del Sporting Uxama.
6. ↑  El C.D. Palencia Balompié fue descalificado de la competición por causar incomparecencia en los dos primeros encuentros que debía disputar.

#### Resultados
| Local \ Visitante             | ARAb | ATP | BEC | BOS   | CAL | CAS | COL | CUE | ESP | MIRb | PAB | RLR | SJS | TAR | UNA | VEN   | VLM | VNL |
| ----------------------------- | ---- | --- | --- | ----- | --- | --- | --- | --- | --- | ---- | --- | --- | --- | --- | --- | ----- | --- | --- |
| Arandina C.F. "B"             | —    | 2–0 | 1–2 | 2–1   | 1–1 | 1–4 | 1–1 | 3–1 | 1–3 | 1–3  | X   | 1–1 | 0–1 | 0–1 | 2–1 | 1–3   | 0–1 | 2–4 |
| C.D.R. Atlético Palencia 1929 | 2–0  | —   | 0–3 | 3–1   | 1–1 | 1–2 | 1–3 | 4–1 | 4–1 | 0–1  | X   | 2–1 | 0–1 | 1–1 | 1–1 | 1–0   | 1–2 | 0–1 |
| C.D. Becerril                 | 3–0  | 2–0 | —   | 5–0   | 1–1 | 1–1 | 1–0 | 1–0 | 5–1 | 2–0  | X   | 1–0 | 1–0 | 2–1 | 3–1 | 6–0   | 4–2 | 4–0 |
| C.D. Bosco de Arévalo         | 0–4  | 1–2 | 0–3 | —     | 2–6 | 1–6 | 0–4 | 2–2 | 2–0 | 0–7  | X   | 1–1 | 0–4 | 2–2 | 0–5 | 2–2   | 0–4 | 0–1 |
| C.D. Calasanz                 | 0–1  | 4–3 | 0–0 | 0–1   | —   | 2–2 | 2–1 | 1–2 | 4–4 | 0–4  | X   | 0–2 | 2–2 | 0–7 | 0–3 | 2–0   | 3–2 | 0–5 |
| C.D. Castilla Palencia        | 4–2  | 0–3 | 1–1 | 9–1   | 4–2 | —   | 1–2 | 7–2 | 1–0 | 1–1  | X   | 1–0 | 1–2 | 8–3 | 1–3 | 0–0   | 3–1 | 1–0 |
| C.D. Colegios Diocesanos      | 8–0  | 2–0 | 0–0 | 9–0   | 3–2 | 2–1 | —   | 7–2 | 5–0 | 4–0  | X   | 3–0 | 3–1 | 3–0 | 4–1 | 8–1   | 4–0 | 6–1 |
| C.D. Cuéllar Balompié         | 1–0  | 2–0 | 0–2 | 1–1   | 6–0 | 2–4 | 2–1 | —   | 0–0 | 0–2  | X   | 2–4 | 1–0 | 6–2 | 1–3 | 2–2   | 0–0 | 0–1 |
| C.D. El Espinar-San Rafael    | 2–1  | 1–2 | 0–3 | 3–0   | 0–4 | 2–5 | 0–5 | 3–2 | —   | 0–2  | X   | 1–1 | 0–2 | 2–4 | 0–4 | 4–2   | 2–3 | 4–2 |
| C.D. Mirandés "B"             | 1–0  | 2–1 | 1–0 | 2–0   | 6–0 | 3–0 | 0–1 | 2–0 | 6–0 | —    | X   | 0–1 | 1–0 | 3–1 | 1–1 | 3–2   | 3–0 | 4–1 |
| C.D. Palencia Balompié        | X    | X   | X   | Susp. | X   | X   | X   | X   | X   | X    | —   | X   | X   | X   | X   | Susp. | X   | X   |
| Racing Lermeño C.F.           | 3–1  | 2–1 | 1–0 | 6–0   | 1–1 | 0–2 | 0–0 | 5–1 | 0–0 | 1–2  | X   | —   | 0–2 | 1–2 | 1–3 | 1–0   | 0–1 | 0–2 |
| C.D. San José                 | 0–1  | 2–1 | 1–1 | 4–0   | 0–2 | 1–0 | 1–1 | 1–1 | 1–1 | 2–0  | X   | 1–1 | —   | 2–0 | 1–1 | 3–0   | 1–2 | 1–1 |
| C.D. Tardelcuende             | 4–1  | 2–1 | 1–3 | 3–1   | 0–4 | 2–1 | 4–3 | 3–0 | 5–0 | 0–2  | X   | 0–1 | 0–0 | —   | 0–1 | 0–1   | 1–1 | 0–1 |
| Unami C.P.                    | 2–0  | 2–3 | 0–0 | 4–0   | 6–0 | 3–0 | 1–0 | 4–3 | 1–2 | 3–0  | X   | 5–3 | 1–1 | 1–1 | —   | 3–1   | 5–1 | 0–1 |
| C.F. Venta de Baños           | 4–2  | 3–0 | 0–3 | 1–1   | 0–2 | 1–5 | 0–3 | 2–3 | 5–0 | 2–2  | X   | 1–4 | 1–0 | 0–3 | 2–2 | —     | 0–1 | 1–0 |
| C.D. Villamuriel              | 0–0  | 1–0 | 1–0 | 4–0   | 1–0 | 3–1 | 1–0 | 1–2 | 2–0 | 1–2  | X   | 3–0 | 0–1 | 4–0 | 1–1 | 0–0   | —   | 1–2 |
| Villarcayo Nela C.F.          | 1–0  | 2–0 | 0–2 | 1–0   | 2–1 | 1–2 | 1–2 | 2–1 | 2–1 | 1–2  | X   | 2–2 | 1–0 | 2–1 | 0–0 | 1–0   | 2–0 | —   |

#### Máximos goleadores
| Pos. | Jugador               | Equipo                        | Goles | Partidos |
| ---- | --------------------- | ----------------------------- | ----- | -------- |
| 1º   | Timothé Rigadeau      | Unami C.P.                    | 29    | 29       |
| 2º   | Vicente Caballero     | C.D. Colegios Diocesanos UCAV | 28    | 27       |
| 3º   | Enrique González-Novo | C.D. Colegios Diocesanos UCAV | 26    | 32       |
| 4º   | Diego Pascual         | C.D. Cuéllar Balompié         | 19    | 31       |
| 5º   | Guillermo Pérez       | C.D. Tardelcuende             | 17    | 30       |
| 6º   | Paulino Varietti      | C.D. Castilla Palencia        | 15    | 15       |
| 7º   | Aitor Martínez        | C.D. Castilla Palencia        | 14    | 27       |
| 7º   | Armando Robredo       | Villarcayo Nela C.F.          | 14    | 30       |
| 8º   | Adrián Martínez       | C.D. Calasanz                 | 13    | 28       |
| 8º   | David Martín          | C.D. Becerril                 | 13    | 30       |

### Grupo B

#### Clasificación
| Pos. | Equipo                         | Pts. | PJ | G  | E  | P  | GF | GC | Dif. |                                        |
| ---- | ------------------------------ | ---- | -- | -- | -- | -- | -- | -- | ---- | -------------------------------------- |
| 1    | Salamanca C.F. UDS "B" (A, C)  | 76   | 34 | 23 | 7  | 4  | 72 | 28 | +44  | Ascenso a Tercera División             |
| 2    | C.D. Peñaranda                 | 67   | 34 | 20 | 7  | 7  | 68 | 38 | +30  |                                        |
| 3    | S.D. Ponferradina "B"          | 64   | 34 | 20 | 4  | 10 | 57 | 24 | +33  |                                        |
| 4    | C.D. Villaralbo                | 62   | 34 | 18 | 8  | 8  | 62 | 32 | +30  |                                        |
| 5    | C.D. Ribert                    | 62   | 34 | 19 | 5  | 10 | 66 | 54 | +12  |                                        |
| 6    | C.D. Villa de Simancas         | 59   | 34 | 18 | 5  | 11 | 66 | 52 | +14  |                                        |
| 7    | Béjar Industrial               | 56   | 34 | 18 | 2  | 14 | 68 | 57 | +11  |                                        |
| 8    | C.D. Universidad de Valladolid | 52   | 34 | 15 | 7  | 12 | 55 | 64 | −9   |                                        |
| 9    | C.D. Benavente                 | 50   | 34 | 15 | 5  | 14 | 55 | 58 | −3   |                                        |
| 10   | C.D. Mojados                   | 46   | 34 | 14 | 4  | 16 | 48 | 51 | −3   |                                        |
| 11   | Ciudad Rodrigo C.F.            | 44   | 34 | 12 | 8  | 14 | 46 | 40 | +6   |                                        |
| 12   | La Cistérniga C.F.             | 44   | 34 | 12 | 8  | 14 | 46 | 51 | −5   |                                        |
| 13   | Betis C.F.                     | 43   | 34 | 12 | 7  | 15 | 63 | 61 | +2   |                                        |
| 14   | C.D. Hergar Camelot Helmántica | 37   | 34 | 10 | 7  | 17 | 51 | 59 | −8   |                                        |
| 15   | C.D. Onzonilla                 | 34   | 34 | 7  | 13 | 14 | 40 | 52 | −12  |                                        |
| 16   | C.D. Toralense (D)             | 26   | 34 | 8  | 2  | 24 | 37 | 82 | −45  | Descenso a Primera División Provincial |
| 17   | C.D. Navarrés (D)              | 21   | 34 | 6  | 3  | 25 | 33 | 95 | −62  | Descenso a Primera División Provincial |
| 18   | C.D. Ejido (D)                 | 21   | 34 | 5  | 6  | 23 | 33 | 68 | −35  | Descenso a Primera División Provincial |

Actualizado a los partidos jugados el 25 de mayo de 2019.
 Fuente: Resultados Fútbol
Criterios de clasificación: Puntos · Enfrentamientos directos · Diferencia de goles · Goles a favor.

#### Resultados
| Local \ Visitante              | BEJ | BEN | BET | CRD | EJI | HER | LCS | MOJ | NAV | ONZ | PEÑ | PONb | RIB | SALb | TOR | UVA | VLB | VSM |
| ------------------------------ | --- | --- | --- | --- | --- | --- | --- | --- | --- | --- | --- | ---- | --- | ---- | --- | --- | --- | --- |
| Béjar Industrial               | —   | 6–1 | 1–3 | 2–1 | 5–1 | 4–1 | 3–0 | 3–2 | 2–0 | 1–0 | 0–1 | 1–5  | 2–0 | 1–2  | 2–0 | 3–5 | 2–4 | 3–4 |
| C.D. Benavente                 | 5–1 | —   | 3–2 | 1–0 | 1–0 | 4–0 | 3–1 | 1–0 | 4–0 | 2–1 | 2–3 | 0–0  | 4–0 | 1–0  | 2–2 | 0–1 | 2–1 | 3–1 |
| Betis C.F.                     | 1–4 | 3–3 | —   | 1–2 | 4–1 | 1–3 | 5–1 | 1–0 | 2–1 | 1–1 | 4–3 | 0–0  | 1–3 | 1–3  | 5–0 | 1–3 | 0–5 | 2–2 |
| Ciudad Rodrigo C.F.            | 0–1 | 3–1 | 0–0 | —   | 2–1 | 1–1 | 0–0 | 1–1 | 3–0 | 3–0 | 0–1 | 0–1  | 1–2 | 1–2  | 0–1 | 1–2 | 2–0 | 3–1 |
| C.D. Ejido                     | 1–2 | 4–0 | 0–2 | 0–2 | —   | 0–0 | 2–1 | 1–0 | 2–1 | 0–3 | 1–4 | 1–2  | 0–3 | 2–3  | 0–1 | 1–1 | 2–4 | 0–0 |
| C.D. Hergar Camelot Helmántica | 8–2 | 5–0 | 1–3 | 0–3 | 3–2 | —   | 2–0 | 1–1 | 4–0 | 3–0 | 3–1 | 0–2  | 1–2 | 1–2  | 1–0 | 2–2 | 0–1 | 3–2 |
| La Cistérniga C.F.             | 0–1 | 2–0 | 2–1 | 1–1 | 2–2 | 3–0 | —   | 2–2 | 3–1 | 1–2 | 0–3 | 1–0  | 1–2 | 1–0  | 3–2 | 1–1 | 0–1 | 2–3 |
| C.D. Mojados                   | 0–3 | 2–0 | 2–1 | 2–1 | 3–1 | 2–0 | 0–0 | —   | 7–2 | 3–2 | 4–3 | 1–0  | 3–0 | 0–2  | 0–1 | 0–1 | 1–0 | 2–5 |
| C.D. Navarrés                  | 3–2 | 0–3 | 3–1 | 1–2 | 3–1 | 2–2 | 1–2 | 1–2 | —   | 3–0 | 0–4 | 0–5  | 2–0 | 0–2  | 2–1 | 2–2 | 1–1 | 0–2 |
| C.D. Onzonilla                 | 1–1 | 2–2 | 3–3 | 3–1 | 0–0 | 0–0 | 0–0 | 3–1 | 2–0 | —   | 1–1 | 1–1  | 1–1 | 0–3  | 2–0 | 1–2 | 1–1 | 0–1 |
| C.D. Peñaranda                 | 1–2 | 1–0 | 2–1 | 3–1 | 2–1 | 0–0 | 0–2 | 1–2 | 5–0 | 4–1 | —   | 1–0  | 2–1 | 2–2  | 2–0 | 2–4 | 0–0 | 2–0 |
| S.D. Ponferradina "B"          | 2–1 | 0–1 | 3–0 | 2–0 | 2–1 | 2–0 | 2–0 | 2–1 | 5–0 | 1–0 | 1–2 | —    | 0–1 | 0–2  | 2–1 | 2–0 | 0–0 | 4–0 |
| C.D. Ribert                    | 3–2 | 4–4 | 1–4 | 2–2 | 4–0 | 5–1 | 2–1 | 6–0 | 2–0 | 1–0 | 0–4 | 0–3  | —   | 3–3  | 4–1 | 1–0 | 3–2 | 2–2 |
| Salamanca C.F. UDS "B"         | 2–1 | 4–0 | 1–0 | 3–2 | 1–0 | 2–1 | 1–1 | 1–0 | 4–1 | 1–1 | 1–1 | 1–2  | 4–0 | —    | 4–1 | 6–1 | 1–1 | 1–1 |
| C.D. Toralense                 | 1–4 | 4–1 | 1–1 | 2–3 | 2–0 | 2–1 | 1–4 | 1–3 | 5–1 | 1–3 | 1–3 | 2–4  | 0–3 | 0–5  | —   | 1–0 | 0–1 | 0–5 |
| C.D. Universidad de Valladolid | 0–0 | 1–0 | 0–7 | 2–2 | 2–3 | 1–0 | 2–4 | 1–0 | 3–0 | 4–1 | 1–1 | 2–1  | 2–3 | 0–2  | 2–1 | —   | 0–3 | 4–1 |
| C.D. Villaralbo                | 1–0 | 2–0 | 0–1 | 0–2 | 2–2 | 3–1 | 3–1 | 1–0 | 5–1 | 3–3 | 2–2 | 1–0  | 1–0 | 0–1  | 3–0 | 6–0 | —   | 2–0 |
| C.D. Villa de Simancas         | 1–0 | 2–1 | 3–0 | 0–0 | 1–0 | 4–2 | 2–3 | 2–1 | 5–1 | 2–1 | 0–1 | 2–1  | 0–2 | 1–0  | 6–1 | 5–3 | 3–2 | —   |

#### Máximos goleadores
| Pos. | Jugador                 | Equipo                 | Goles | Partidos |
| ---- | ----------------------- | ---------------------- | ----- | -------- |
| 1º   | Alberto Veintimilla     | C.D. Villa de Simancas | 28    | 33       |
| 2º   | Diego Torres            | Betis C.F.             | 24    | 32       |
| 3º   | Diego Santín            | S.D. Ponferradina "B"  | 20    | 30       |
| 3º   | Ignacio Sánchez         | C.D. Ribert            | 20    | 33       |
| 4º   | Sergio García           | C.D. Ribert            | 16    | 32       |
| 4º   | Francisco Javier Turiel | C.D. Benavente         | 16    | 33       |
| 5º   | José Sánchez            | C.D. Hergar Helmántica | 15    | 26       |
| 5º   | Alejandro Garrido       | C.D. Peñaranda         | 15    | 32       |
| 6º   | Ignacio Cano            | C.D. Villaralbo        | 14    | 30       |
| 7º   | Pablo Gómez             | C.D. Peñaranda         | 13    | 30       |

## Ascendidos a Tercera División
| Bandera de Castilla y León | Bandera de Castilla y León | Bandera de Castilla y León |
| C.D. Becerril              | Salamanca C.F. UDS "B"     | C.D. Mirandés "B"          |
| 1.° Grupo A                | 1.° Grupo B                | 2.° Grupo A                |

## Clasificados para la Copa del Rey
| Bandera de Castilla y León |
| C.D. Becerril              |
| 1.° Grupo A                |